# Edith de Wilton
Santa Edith o Edit de Wilton (también conocida como Eadgyth, su nombre en inglés antiguo, o como Edit o Ediva, las formas latinas de su nombre; Kemsing, 961 - abadía de Wilton, 984) fue una monja inglesa, hija del rey Edgar el Pacífico. Tras su muerte, se convirtió en la santa patrona de su comunidad en la abadía de Wilton y se le dedicaron iglesias en Wiltshire y en otras partes de Inglaterra. Su vida fue escrita por Goscelin, y su festividad es el 16 de septiembre.

## Vida

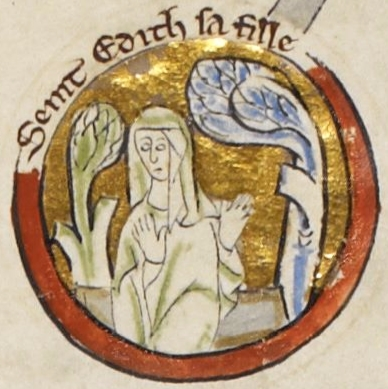
Miniatura de Edith de Wilton en una genealogía real del. Autor desconocido.

Edith era la hija ilegítima del rey Edgar el Pacífico, de Wilfrida, o Wulfthryth, una mujer de noble linaje a quien Edgar se llevó a la fuerza del convento en la abadía de Wilton. Se la llevó a su casa señorial en Kemsing, cerca de Sevenoaks, dónde nació Edith. Bajo la dirección de san Dunstán, Edgar hizo penitencia por su delito no llevando la corona durante siete años. Tan pronto como Wulfthryth pudo escaparse de Edgar, regresó a Wilton, llevándose consigo a Edith.
Edith fue educada por las monjas de la abadía de Wilton, donde su madre se había convertido en abadesa. La abadía se alzaba no muy lejos de la residencia real de Wilton, como parte de su obra devocional, y funcionaba como el equivalente contemporáneo de un internado para jóvenes damas. Tomó el velo muy pronto, con el consentimiento de su padre. La ofreció nombrarla, aun siendo niña, abadesa de tres comunidades diferentes, pero ella eligió quedarse con su madre en Wilton. Su padre murió en 975.
En el año 979, Edith soñó que perdía su ojo derecho y creía que el sueño se le enviaba para advertirla de la muerte de su medio hermano el rey Eduardo el Mártir, quien de hecho fue asesinado en aquella misma época mientras visitaba a su madrastra, la reina Elfrida, en el castillo de Corfe, en Dorset.  
En algunos relatos, los nobles ofrecieron a Edith la corona de Inglaterra, nobles que había apoyado a su hermano asesinado Eduardo contra su más joven medio hermano, Etelredo, pero ella la rechazó. A pesar de rechazar honores y poder, siempre vistió con magnificencia, y según Guillermo de Malmesbury llevaba lujosas ropas doradas. Cuando Æthelwold de Winchester se lo reprochó, ella le replicó que sólo el juicio de Dios, el único que ve más allá de la apariencia externa, es verdadero e infalible, añadiendo - 

Pues el orgullo puede existir bajo la vestimenta de la miseria; y una mente puede ser tan pura bajo estas vestimentas como bajo tus pieles hechas jirones.

Construyó una iglesia en Wilton y la dedicó a san Dionisio. Dunstán fue invitado a su dedicación y lloró mucho durante la misa. Al preguntársele la razón, dijo que era porque Edith moriría en tres semanas. esto acabó cumpliéndose cuando ella murió el 15 de septiembre de 984 y sugiere que Edith sufría una enfermedad fatal. Fue enterrada en Wilton en la nueva iglesia de san Dionisio.

## Santidad

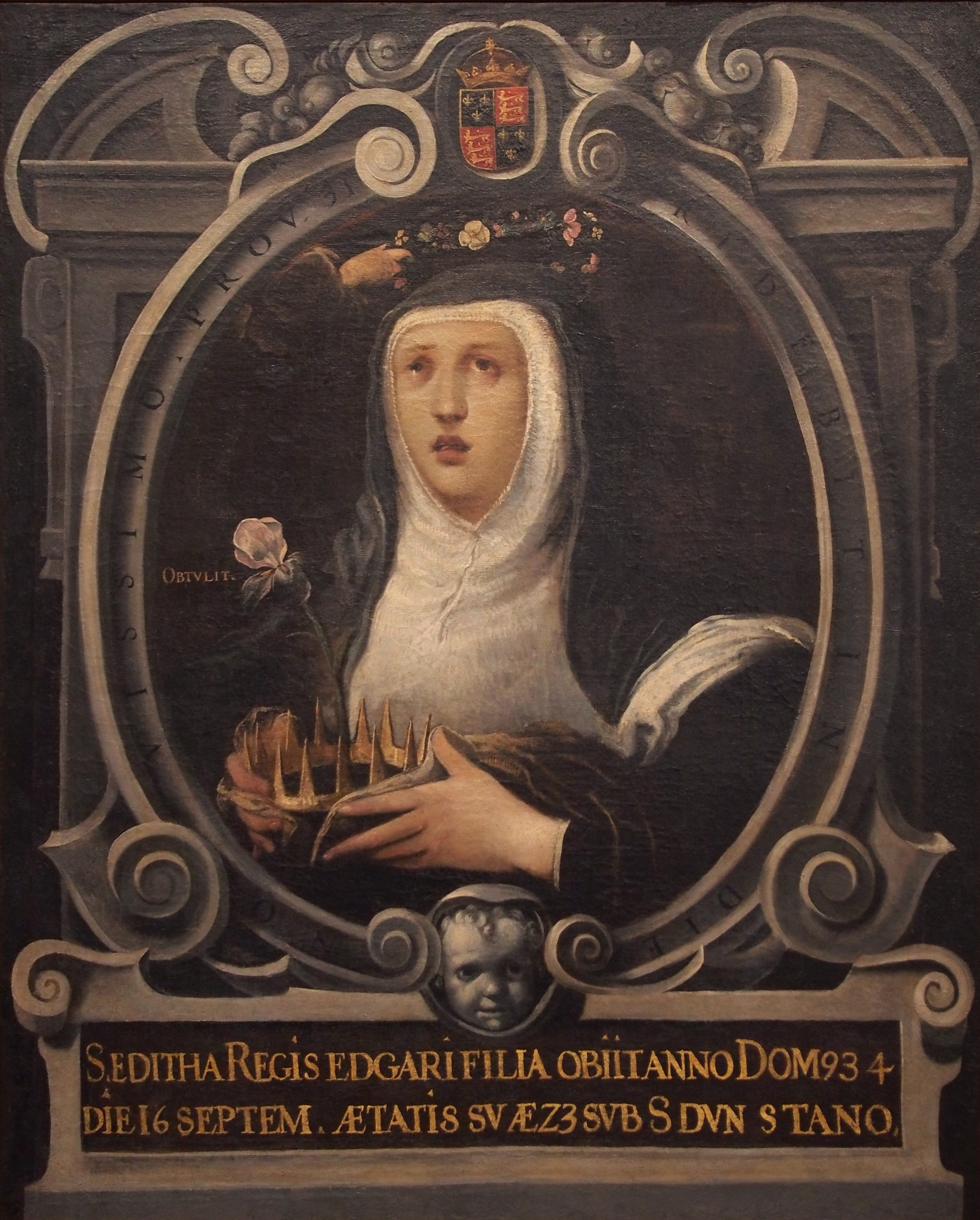
Santa Edita, por Juan de Roelas, 1570-1625, en la Iglesia de San Miguel y San Julián (Valladolid).

Edith fue muy célebre por su sabiduría, su belleza y su santidad, y se le atribuyeron pequeños milagros después de su muerte. Un mes después de morir, Edith apareció en gloria con su madre y le dijo que el diablo había intentado acusarla, pero que ella le había roto la cabeza. Goscelin dice que trece años después ella se le apareció en visiones a Dunstán y otros, para decirles que su cuerpo estaba incorrupto en la tumba. Afirma que cuando Dunstán abrió la tumba, en la presencia de su madre, sus "fragrantes perfumes exhalaban el aliento del paraíso". Sin embargo, la fecha del acontecimiento es dudosa, pues Dunstán murió solo cuatro años después de Edith. Se ha sugerido que Goscelin eligió para realzar la historia de Edith al asociar a Dunstán.
Tras su exhumación y consecuente nuevo entierro, el pulgar de Edith fue objeto de santuario aparte y se convirtió en una importante reliquia.
Edith fue elevada a la santidad por iniciativa de su hermano Etelredo, y su causa fue apoyada también por su sobrino Edmundo Costilla de Hierro. Más sorprendentemente, el sucesor de Edmundo, Canuto el Grande fue famoso por su veneración hacia Edith. Goscelin dice que en una ocasión, mientras cruzaba el mar del Norte desde Inglaterra hasta Dinamarca con su flota, Canuto sufrió una terrible tormenta, y temiendo por su vida le rezó a Edith. La tormenta se calmó, y a su regreso a Inglaterra, Canuto visitó Wilton para darle las gracias por su rescate, "con solemnes regalos, y publicó este gran milagro con testimonios prolíficos", en consecuencia ordenó un santuario dorado para Edith que debía erigirse en Wilton.
Edith se convirtió en el centro de un gran culto en Wilton y también una importante santa nacional. Goscelin escribió su vida, bajo el título Vita Edithe, alrededor del año 1080. La comunidad de Wilton, al buscarla como su patrona celestial, la recordaba como una mujer de la realeza que se había dedicado a su protección. En su Liber Confortatorius, Goscelin escribió que él a menudo pensaba en Edith y sentía su presencia.
Se le dedicaron con seguridad tres iglesias, una en Baverstock cerca de Wilton, otra en Bishop Wilton en Yorkshire y una tercera en Limpley Stoke en Wiltshire. En el siglo XVI, después de unos cinco siglos, la tercera de estas iglesias se volvió a dedicar a santa María, pero las otras dos dedicatorias sobreviven. Sin embargo, otras dieciocho iglesias en Inglaterra se dedican a una santa Egith no especificada, y se ha sugerido que la mayor parte de estas dedicatorias son a Edith de Wilton.
Según The Calendar of the Anglican Church - 

Hay veintiún iglesias dedicadas a este nombre en Inglaterra, ocho de ellas en Lincolnshire y tres en Warwickshire. Es imposible hoy en día asignarlas a sus santas respectivas, especialmente cuando dos se encuentran en el mismo condado; aquella que menciona Guillermo de Malmesbury con el mayor honor es S. Editha de Wilton, cuya fiesta él relata era en su época mantenida en varias partes del reino con gran solemnidad; probablemente la mayoría, si no todas, estas iglesias reciben ese nombre en su honor.

La propia abadía de Wilton tomó su nombre y se describe típicamente en momentos posteriores de la Edad Media como "el convento de la casa e iglesia de santa Editha de Wilton" o como el "monasterio de santa María y santa Editha de Wilton".
La festividad de Edith se celebra el 16 de septiembre, el día después del aniversario de su muerte. Se ha documentado también el 15 de septiembre, el mismo día de su muerte.

## Sello
Se conserva el sello de Edith. Data del período 975–984, contiene un retrato de ella, mostrándola en pie con una mano alzada y la otra sosteniendo un libro. La inscripción la identifica como regalis adelpha, o "hermana real", lo que se toma como una referencia tanto a su rango de monja como a que era la hermana de Eduardo y de Ethelred. Tiene rica decoración de acanto, y el seño es el único que queda del período anglo-sajón que muestra este rasgo.